# Vanspor Anonim Şirketi
O Vanspor Anonim Şirketi foi um clube de futebol turco sediado na cidade de Vã, fundado em 1974 e extinto em 2014.
Suas cores oficiais eram o azul e o branco. Enquanto atuou profissionalmente, mandou seus jogos no Van Atatürk Stadyumu, estádio com capacidade máxima para 8 200 espectadores.

## História
Fundado em 1974, o Vanspor experimentou uma trajetória ascendente no cenário do futebol turco iniciada a partir do final da década de 1980 e que culminou no acesso à Primeira Divisão Turca na temporada 1992–93. Na divisão máxima do futebol do país, o clube atuou por 5 temporadas consecutivas até ser rebaixado pela primeira vez na temporada 1997–98. 
Na temporada seguinte, o clube conquistou a Segunda Divisão Turca e retornou à 1. Lig. Entretanto, em seu retorno, o Vanspor realizou uma péssima campanha ao longo da temporada 1999–00, sendo rebaixado pela segunda vez após encerrar a competição na última colocação entre 18 equipes. 
Após este novo rebaixamento, o clube passou a enfrentar uma severa crise financeira que culminou nos sucessivos rebaixamentos para a Terceira Divisão Turca ao final da temporada 2000–01 e para a Quarta Divisão Turca ao final da temporada 2001–02. Após o derradeiro rebaixamento da TFF 3. Lig ao final da temporada 2002–03, o Vanspor nunca mais disputou campeonatos a nível profissional, o que forçou a diretoria do clube a refundá-lo como İl Özel İdaresi Vanspor, passando o novo clube a disputar as Ligas Regionais Amadoras durante toda a década seguinte.
Ao final da temporada 2013–14, após sucessivas más gestões que fizeram o clube ser rebaixado para a divisão distrital de Vã, o Vanspor acabou fundindo-se com o já existente Van Spor Futbol Kulübü, encerrando definitivamente suas atividades em 2014.

## Títulos
- Segunda Divisão Turca (1): 1998–99